# Kaja Kallas
Kaja Kallas (Tallinn, 18. lipnja 1977.) estonska je političarka, od prosinca 2024. visoka predstavnica EU za vanjske poslove i sigurnosnu politiku. Prethodno je bila predsjednica Vlade Estonije od 2021. do 2024. godine. Vođa je Stranke reforme od 2018., a članica Riigikogu (parlamenta) od 2019. do 2021., te od 2011. do 2014. godine. Bila je članica Europskog parlamenta od 2014. do 2018., kao članica Saveza liberala i demokrata Europe. Po zanimanju je odvjetnica.

## Rani život i obrazovanje
Rođena je u Talinnu, 18. lipnja 1977., kao kćer bivšeg premijera Estonije od 2002. do 2003. godine, Siima Kallasa. Kallin pradjed, Eduard Alver (1886. – 1939.), bio je jedan od osnivača Republike Estonije 24. veljače 1918., kao i prvi šef estonske policije do 24. svibnja 1919. godine.
Tokom sovjetske deportacije iz Estonije 1941., Kajina majka Kristi, koja je tada imala šest mjeseci, bila je s majkom i bakom deportirana u Sibir i tamo živjela sve do desete godine.
Kallas je diplomirala pravo na Sveučilištu Tartu 1999. godine, nakon čega je jedno vrijeme živjela u Francuskoj i Finskoj. Završila je magistarski studij na Estonskoj školi biznisa 2010. godine.

## Profesionalna karijera
Postala je odvjetnica 2002. godine, te počela raditi u pravnoj tvrtki Luiga Mody Hääl Borenius. Studenoga 2018. objavila je svoj memoar "MEP: 4 aastat Euroopa Parlamendis" (MEP: 4 godine u Europskom parlamentu), u kojem opisuje svoj život u Bruxellesu od 2014. do 2018. godine.

## Politička karijera

### Članica Estonskog parlamenta (2011. – 2014.)
Godine 2010. Kallas se pridružila Reformskoj stranci. Kandidirala se za Parlament Estonije (Riigikogu) 2011. godine za izbornu jedinicu Harju i Rapla, te osvojila 7.157 glasova. Bila je članica 12. saziva parlamenta Estonije i predsjedala je Odborom za ekonomska pitanja od 2011. do 2014. godine.

### Članica Europskog parlamenta (2014. – 2018.)
Na izborima za Europski parlament 2014. Kallas se kandidirala i osvojila 21.498 glasova. U Europskom parlamentu je bila članica Odbora za industriju, istraživanje i energetiku i Odbora za unutarnje tržište i zaštitu potrošača. Bila je potpredsjednica Delegacije u Komitetu za parlamentarnu suradnju EU-Ukrajina, kao i član Delegacije pri Parlamentarnoj skupštini Euronesta i Delegacije za odnose sa Sjedinjenim Državama. Pored svojih zadataka u odborima, Kallas je bila članica Međugrupe Europskog parlamenta za digitalnu agendu i potpredsjednica Međugrupe mladih.
Tokom svog mandata u Parlamentu, Kallas je radila na strategiji jedinstvenog digitalnog tržišta, energetici i politici potrošača, te odnosima s Ukrajinom. Posebno je branila prava malih i srednjih poduzeća (MSP), držeći da granice u digitalnom svijetu ometaju nastanak inovativnih kompanija. Zagovornica je inovacija i često ističe da propisi ne mogu i ne smiju kočiti tehnološku revoluciju. Tokom svog rada u Parlamentu bila je nominirana za nagradu Europskog mladog lidera (EYL40). Na kraju svoga mandata od magazina Politico imenovana je jednom od 40 najutjecajnijih članica Europskog parlamenta.

### Povratak u državnu politiku
Dana 13. prosinca 2017., lider Reformske stranke Hanno Pevkur najavio je da se više neće kandidirati za čelo stranke u siječnju 2018., i predložio da se umjesto njega kandidira Kallas. Nakon razmatranja ponude, Kallas je 15. prosinca 2017. objavila da će prihvatiti poziv da se kandidira na izborima za rukovodstvo. Pobijedila na izborima za rukovodstvo održanim 14. travnja 2018. i postala prva žena vođa neke velike političke stranke u Estoniji.
Dana 3. ožujka 2019., Stranka reforme, predvođena s Kallas, pobijedila je na općim izborima s oko 29% glasova, dok je vladajuća estonska Stranka centra osvojila 23%. Međutim, Stranka centra uspjela je formirati desničarsku koaliciju s konzervativnom strankom Isamaa i krajnje desnim EKRE, ostavljajući Reformsku stranku izvan vlasti. Dana 14. studenoga 2020. Kallas je ponovo izabrana za lidera Reformske stranke na skupštini Reformske stranke.

### Predsjednica Vlade Estonije (2021. – danas)
Dana 25. siječnja 2021., nakon što je Jüri Ratas podnio ostavku na mjesto premijera nakon skandala, Kallas je formirala koaliciijsku vladu predvođenu Strankom reforme sa Strankom centra, čime je postala prva žena premijer u povijesti Estonije.
Tijekom druge polovine 2021., energetska kriza poremetila je estonsku ekonomiju; poduzeća su bila primorana da se privremeno ugase, dok je javnost tražila državnu pomoć za plaćanje visokih cijena električne energije i grijanja. Kallas se u početku opirala pozivima za državnu pomoć, sugerirajući da bi vlada trebala tražiti dugoročna rješenja umjesto da dijeli vladine beneficije, i da slobodno tržište ne bi trebalo zahtijevati intervenciju vlade kako bi se poduzeća održala. Energetska kriza umalo je izazvala kolaps koalicijske vlade. Kallas je u govoru istaknula da visoka cijena prirodnog plina u kombinaciji s rusko-ukrajinskom krizom potiče povećanje cijena energije, i da su mjere održive energije koje je Estonija usvojila ograničile ono što vlada može učiniti da se izbori s krizom.
U siječnju 2022., Kallas je najavila  plan od 245 milijuna eura za smanjenje troškova energije od rujna 2021. do ožujka 2022. godine. Energetska kriza utjecala je na Kallasinu popularnost u Estoniji. Tijekom rusko-ukrajinske krize 2021. – 2022., Kallas je tvrdila da je plinovod Sjeverni tok 2 "geopolitički projekt, a ne ekonomski" i pozvala da se plinovod ukine. Izjavila je i da je ovisnost Europe o ruskom prirodnom plinu značajan politički problem. Obavezala je Estoniju da donira haubice Ukrajini kako bi pomogla u njenoj obrani od moguće ruske invazije, čekajući njemačko odobrenje jer su haubice prvobitno kupljene od Njemačke.
Dana 3. lipnja 2022., Kallas je smijenila sve ministre Stranke centra, nakon što je Stranka centra stala na stranu oporbe i odbacila prijedlog zakona o predškolskom odgoju, koji bi poučavanje estonskog jezika učinio obveznim u svakoj predškolskoj ustanovi. Kallas je simbolično podnijela ostavku 14. srpnja 2022. kako bi formirala novu koaliciju sa Socijaldemokratskom strankom i strankom Isamaa.
Kallas je privukla međunarodnu pozornost kao predvodnik napora da se pruži potpora Ukrajini tijekom ruske invazije, isporučujući Ukrajini više vojne opreme kao udjela BDP-a po glavi stanovnika nego bilo koja druga zemlja na svijetu. Kallas se u veljači 2023. spominjala kao mogući kandidat za poziciju glavnog tajnika NATO-a, nakon umirovljenja Jensa Stoltenberga. Odbacila je svaki mirovni sporazum kojim bi Rusiji prepustio dio ukrajinskog teritorija.
U ožujku 2023. Kallas je dovela Stranku reforme do odlučujuće pobjede na parlamentarnim izborima 2023., čime je broj zastupnika u Riigikoguu povećan za tri mjesta. Nakon izbornog rezultata, Kallas je pregovarala o koalicijskoj vladi sa strankom Estonija 200 i Socijaldemokratskom strankom, a njezin treći kabinet položio je prisegu 17. travnja 2023. U lipnju 2023. njena vlada je donijela zakon o legalizaciji istospolnih brakova i posvajanja istopolnim parovima. Zakon je stupio na snagu 1. siječnja 2024., čime je Estonija postala prva baltička država i zemlja koju je prethodno okupirao Sovjetski Savez koja je legalizirala istospolne brakove i posvajanje istopolnim parovima.
Kallas je osudila postupke Hamasa tijekom rata između Izraela i Hamasa i izrazila podršku Izraelu i njegovom pravu na samoobranu, ali je dodala da Izrael "mora to učiniti na način da poštedi nedužne živote i pridržava se normi međunarodnog prava."

#### Ruska tjeralica
Dana 13. veljače 2024., ruski dužnosnici izjavili su da je Kallas stavljena u registar ruskog ministarstva unutarnjih poslova traženih osoba zbog kaznenih prijava, navodno povezanih s uklanjanjem sovjetskih spomenika iz Drugog svjetskog rata u Estoniji. Kallas je prva šefica vlade za koju je poznato da su je ruske vlasti dodale u registar. Kallas je tjeralicu nazvala "taktikom zastrašivanja Rusije".

## Privatni život
Živjela je sa estonskim političarem i poduzetnikom, Taavijom Veskimägijem, koji je u prošlosti bio i ministar financija (2003. – 2005.). Prekinuli su vezu 2014., a imaju jednog sina. Godine 2018. udala se za bankara i poduzetnika Arva Halika, koji ima dvoje djece iz prethodnog braka.
Osim estonskog, tečno govori engleski, francuski i ruski jezik.